# De honden
De honden is een hoorspel van Nikolai Haitow. Hunde werd op 13 oktober 1973 uitgezonden door de Rundfunk der DDR. Rob Geraerds vertaalde het en de TROS zond het uit op woensdag 11 oktober 1978, van 23:00 uur tot 23:42 uur. De regisseur was Harry Bronk.

## Rolbezetting
- Johan te Slaa (Natscho)
- Hans Veerman (Hanwang)
- Jan Borkus (controleur)

## Inhoud
In een Bulgaarse veeteeltkolchoze moeten de overtallige honden geschrapt worden, om in het kader van een bezuinigingsmaatregel voedermiddelen uit te sparen. De beide herders Hanwang en Natscho twisten erover welke hond door wie moet worden doodgeschoten. Ze komen tot de vaststelling dat deze maatregel, waarvan ze de noodzaak niet inzien, slechts een surrogaat is voor de werkelijk noodzakelijke veranderingen in de arbeid op de kolchoze. Na een discussie met de jonge controleur, die wil nagaan of de maatregel wordt opgevolgd, besluiten de beide herders naar het dorp af te dalen en hun medezeggenschapsrecht in de kolchoze te laten gelden…